# Principauté épiscopale de Strasbourg
982 – 1803
(821 ans)
Entités précédentes :
- Duché de Souabe

Entités suivantes :
- Ville impériale libre de Strasbourg
- Royaume de France (province d'Alsace)
- Électorat de Bade

La principauté épiscopale de Strasbourg (en allemand : Fürstbistum Straßburg), ou évêché de Strasbourg (Hochstift Straßburg), était un État du Saint-Empire romain. Relevant à l'origine du duché de Souabe, les évêques de Strasbourg obtinrent l'immédiateté impériale par une charte de l'empereur Otton II émise à Salerne en 982. Devenus princes-évêques ils pouvaient alors rendre la justice, battre monnaie, et exercer une autorité politique sur la principauté épiscopale comme seigneurs temporels.
Les frontières de la principauté ne coïncidaient pas avec celles du diocèse de Strasbourg fondé au IVe siècle, suffragant de la province ecclésiastique de Mayence. Alors que l'autorité spirituelle de l'évêque s’étendait sur le nord de la plaine d'Alsace, y compris la rive droite du Rhin, ses possessions territoriales se composaient de bailliages éparpillés entre le Brisgau, l'Ortenau, la Basse et la Haute-Alsace. Vaincu à la bataille de Hausbergen en 1262, l'évêque céda une partie de ses terres à la ville impériale libre de Strasbourg devenue indépendante après un soulèvement. Les princes-évêques achetèrent le titre de landgrave de Basse-Alsace puis administrèrent au nom de l'empereur les différentes seigneuries et cités-États de la région à partir de 1375. Ils faisaient partie du collège des princes ecclésiastiques à la Diète d'Empire.
Lors des traités de Westphalie de 1648, le royaume de France obtint des revendications territoriales sur la Basse-Alsace. La principauté fut alors rattachée au territoire français et intégrée à la province d'Alsace le 9 août 1680, à l'exception des terres situées sur la rive droite du Rhin. Les princes-évêques conservèrent le titre de landgrave jusqu’à la Révolution française et l'abolition de la noblesse en 1790. Le prince Louis-René de Rohan, cardinal-évêque de Strasbourg émigra dans ses « terres allemandes » d'Ettenheim. La principauté épiscopale fut officiellement supprimée par le recès de la Diète d'Empire qui attribua ses territoires à l'Électorat de Bade en 1803. 
Depuis le XIXe siècle l’évêché de Strasbourg, en tant qu'autorité spirituelle, correspond aux actuels départements du Bas-Rhin et du Haut-Rhin.

## Histoire

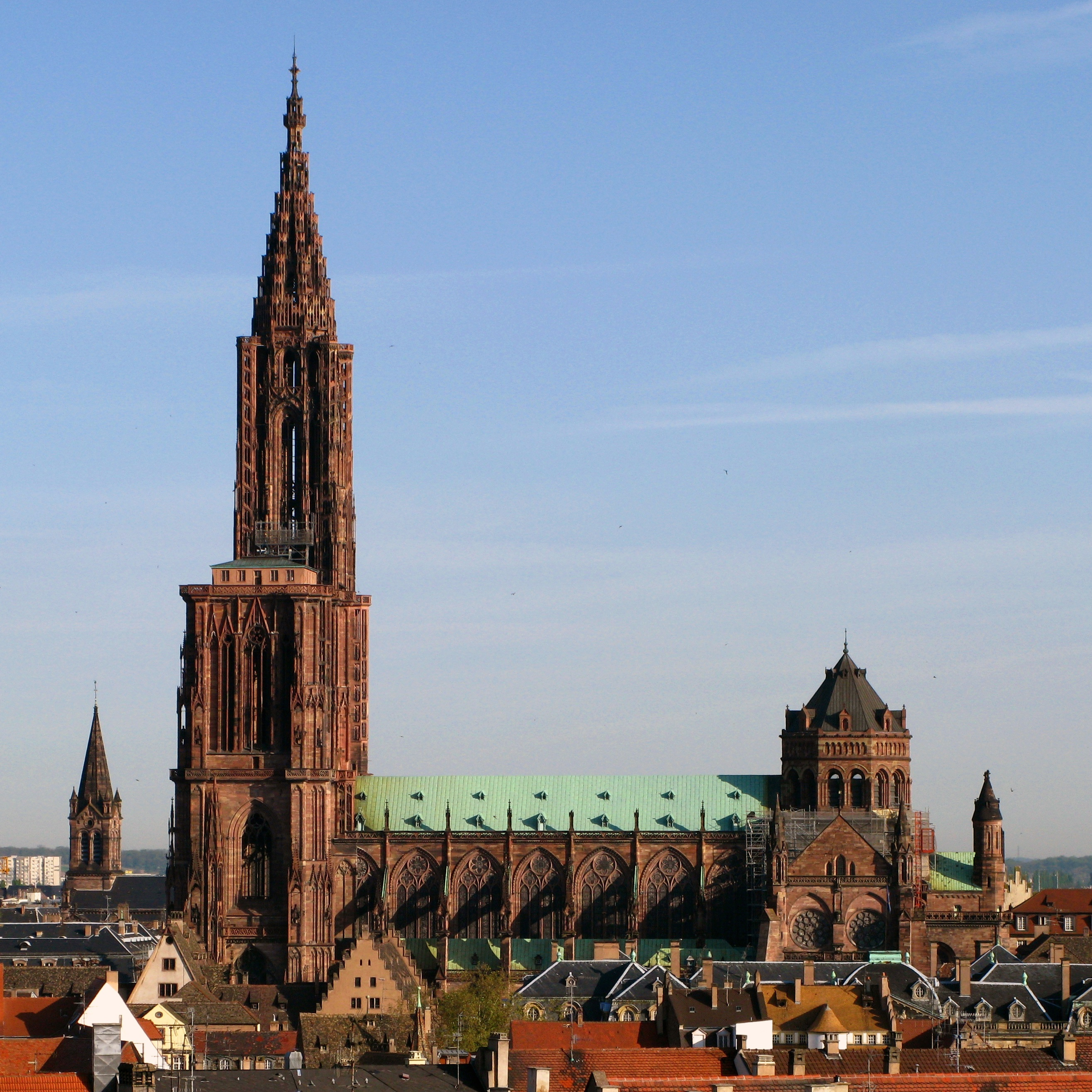
La cathédrale de Strasbourg,

La principauté épiscopale est créée à partir des territoires des évêques à proximité immédiate de Strasbourg, ainsi qu'à Rouffach et dans la vallée de la Bruche qu'ils avaient déjà reçus par les rois mérovingiens, notamment par Dagobert Ier au VIIe siècle. Les religieux évangélisèrent également les régions de la Forêt-Noire outre-Rhin où ils possédèrent des propriétés autour d'Ettenheim.
Avec le duché de Souabe, les évêques se sont orientés vers la Francie orientale à partir du IXe siècle et vers le royaume de Germanie sous la dynastie des Ottoniens. L'évêque Werner de Habsbourg, nommé par l'empereur Otton III en 1001, fait bâtir la cathédrale Notre-Dame de Strasbourg en style roman ; il joue également un rôle important à l'élection du roi Conrad II le Salique en 1024, qui fait ensuite obtenir à son neveu Guillaume le siège épiscopal de Strasbourg après Werner. Pendant la querelle des Investitures au XIe siècle, les évêques de Strasbourg étaient des soutiens fidèles des empereurs saliens. Plus tard, toutefois, le chapitre à la cathédrale a soutenu la papauté contre les souverains de la maison de Hohenstaufen et en 1199, les troupes de Philippe de Souabe occupaient le siège épiscopal.

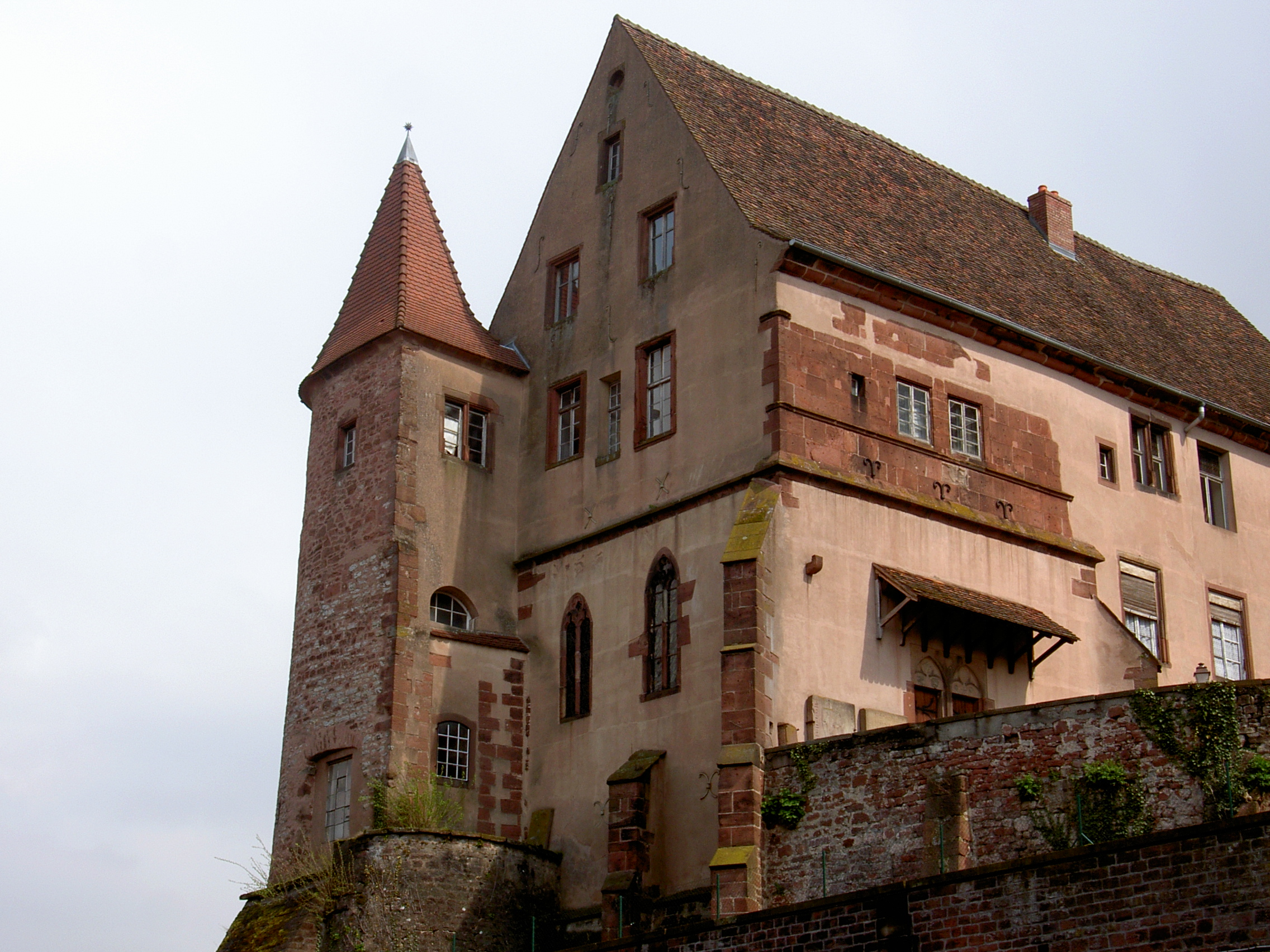
La résidence des évêques à Saverne.

Au XIIIe siècle, les évêques ont considérablement accru leur seigneurie temporelle. Leur territoire était dispersé en Alsace avec les châteaux du Bernstein, de Guirbaden et du Haut-Barr, ainsi que les domaines autour d'Ettenheim et d'Oberkirch dans l'Ortenau, située entre le Rhin et la Forêt-Noire. Le conflit qui oppose depuis de nombreuses années les évêques aux citoyens de Strasbourg, alliés au comte Rodolphe de Habsbourg, s'achève par la défaite de l'évêque Walter de Geroldseck à la bataille de Hausbergen en 1262. La cité devient une ville libre d'Empire. Depuis le XVe siècle, les évêques résidaient à Saverne.
Sous le règne de l'évêque Guillaume III de Hohnstein (1506 – 1541), une grande partie de la population de Strasbourg et de ses environs devint protestante. Au XVIIe siècle, une partie de son territoire se trouva annexé au royaume de France à la suite de la guerre de Trente Ans, cependant d'autres territoires restaient dans l'Empire. Cette distinction permettra à l'évêque, lors de la Révolution française, de conserver son titre pour ses domaines germaniques.
Au début du XVIIe siècle, un conflit dit guerre des évêques (1592 – 1608), opposait catholiques et protestants pour le contrôle de l'évêché. Après la mort du prince-évêque Jean de Manderscheidt, les chanoines protestants élurent pour « administrateur » le petit-fils du prince-électeur de Brandebourg, Jean-Georges de Brandebourg. Dans le même temps les catholiques désignaient en 1604 l'évêque de Metz, Charles de Lorraine, comme seigneur. Il doit conquérir son nouveau diocèse ; le conflit est tranché une première fois par la diète en 1593 puis à nouveau une seconde fois par le traité de Haguenau, le 22 novembre 1604, au profit de Charles de Lorraine.
Après la guerre de Trente Ans, l'évolution de l'évêché de Strasbourg a été encore de nouvelles fois largement marquée par l'histoire de l'Alsace, ainsi depuis 1648, on a observé :
- 1648 : traités de Westphalie : une partie de l'Alsace devient française ;
- 1681 : la cité de Strasbourg, jusqu'alors ville libre impériale, est annexée par le roi Louis XIV de France.

L'évêque François-Egon de Fürstenberg avait reconnu la souveraineté française en 1680. Par un arrêt du 9 août 1680, le conseil souverain d'Alsace, siégeant à Brisach, réunit le domaine de l'évêché en Basse et Haute-Alsace à la France.
Par le recès d'Empire du 25 février 1803, les possessions de l’évêque de Strasbourg situées sur la rive droite du Rhin sont sécularisées et cédées au nouvel électorat de Bade.

## Territoire

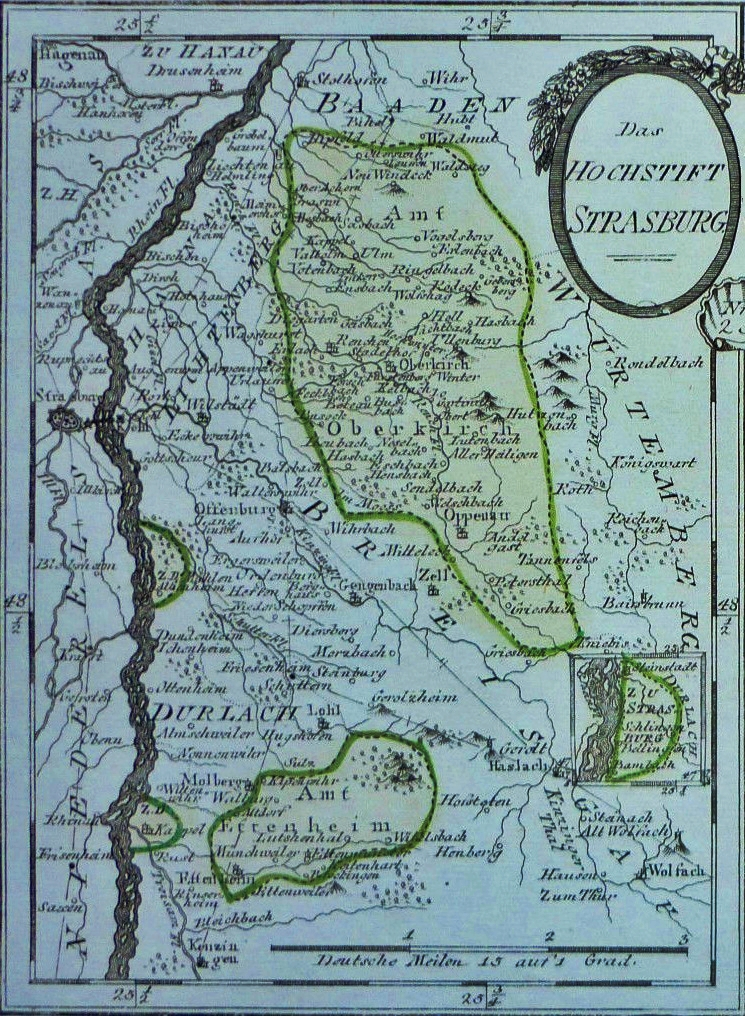
Le territoire épiscopal sur la rive droite du Rhin, en 1791.

Selon Jacques Baquol et Paul Ristelhuber, le territoire de la principauté épiscopale de Strasbourg aurait compris en 1789 :
- sur la rive gauche du Rhin (province d'Alsace) :
  - en Basse-Alsace, les bailliages de Benfeld, Dachstein, La Wantzenau, Marckolsheim, Saverne, Schirmeck et du Kochersberg[5] ;
  - les terres du Grand-Chapitre de Strasbourg comprenant le Comte-Ban de Frankenbourg et les bailliages de Bœrsch et d'Erstein[6] ;
  - en Haute-Alsace, le « Haut-Mundat » comprenant les bailliages de Rouffach, Soultz et Eguisheim[7].
- sur la rive droite du Rhin (Pays de Bade) :
  - dans le Brisgau, le bailliage d'Ettenheim ;
  - dans l'Ortenau, le bailliage d'Oberkirch.